# Ren & Stimpy "Adult Party Cartoon"

Ren & Stimpy "Adult Party Cartoon" (également intitulée Ren & Stimpy's All New Adult Party Cartoon) est une série télévisée d'animation pour adultes créée par l'animateur canadien John Kricfalusi pour la chaîne de télévision américaine Spike (anciennement TNN). La série, orientée uniquement pour adultes, est dérivée de l'émission Ren et Stimpy, anciennement diffusée sur Nickelodeon aux États-Unis. Elle a été diffusée du 23 juin 2003 au 14 août 2003 avant qu'elle ne soit annulée. Le scénario met en scène les personnages de Ren et Stimpy dans une relation bisexuelle, voir homosexuelle. La série est inédite dans tous les pays francophones et interdite aux moins de 16 ans.

## Histoire
La série originale Ren et Stimpy, après sa création, est très controversée et les créateurs ont été forcés de censurer un nombre important d'épisodes. Lorsque la société Nickelodeon démet Kricfalusi de ses fonctions en 1992, le studio Games Animation, appartenant à Nickelodeon, prend contrôle de la production et de nombreux animateurs ont été forcés d'abandonner leurs fonctions. Ren et Stimpy est annulée en 1996. En 2002, Viacom engage John Kricfalusi pour produire une nouvelle version de la série pour TNN, une chaîne réservée aux hommes. Kricfalusi explique que TNN cherchait une version « extreme » de Ren et Stimpy. TNN donne carte blanche à Kricfalusi pour l(intégralité de la production des épisodes. Kricfalusi crée alors sept nouveaux dessins-animés orientés pour les adultes. D'anciens scénaristes et réalisateurs ayant participé au projet original de Ren et Stimpy ont également participé à la création de cette nouvelle série, tels que Vincent Waller, Eddie Fitzgerald, et Jim Smith.
Chaque acteur de la série originale Ren et Simpy ont participé au doublage de cette nouvelle série, à l'exception de Billy West, qui ne souhaitait pas y participer car il considérait que cette dernière n'était « pas marrante » et qu'y participer n'aurait fait que salir sa carrière, ce qui a donc mené Eric Bauza à doubler la voix de Stimpy. West partageait autrefois le rôle de Stimpy avec Eric Bauza pour un épisode Man's Best Friend. Tous les épisodes ont été animés par Carbunkle Cartoons en association avec Big Star Productions. En juin 2003, la série est diffusée dans un programme avec d'autres séries telles que Gary the Rat (en), This Just In! (en), Stripperella (en), et des épisodes remasterisés de Ren et Stimpy. Kricfalusi a écrit le premier épisode originellement intitulé Onward and Upward.
Le contenu de ce nouveau cartoon a particulièrement été critiqué, en particulier l'épisode Naked Beach Frenzy qui n'a pas été diffusé et qui a provoqué des retards dans les horaires de diffusion. L'émission est par la suite annulée car le programme de Spike TV a été « mis en attente ». En 2005, Kricfalusi annonce la future commercialisation des épisodes Adult Party Cartoon en DVD,.